# Ride (Ciara)
Ride è una canzone della cantante statunitense Ciara, cantata in collaborazione con il già visto rapper Ludacris. Prodotta da Tricky Stewart e co-scritta da The-Dream e la cantante stessa, la canzone è stata pubblicata il 27 aprile 2010 negli Stati Uniti e Canada, proveniente dal suo quarto album Basic Instict.

## Video musicale
La clip del video è stata girata il 30 marzo 2010 a Los Angeles, insieme a Diane Martel, che aveva già registrato suoi precedenti video come "Promise", "Like a Boy" e la sua ultima hit "Love Sex Magic". Il video vede anche la partecipazione del rapper Ludacris.
Il video è stato diffuso il 21 aprile 2010 tramite VEVO. Ha una durata di 4:38, differente dalla versione del singolo, e all'interno del video è stata usata una versione leggermente differente rispetto alla canzone pubblicata. Il video è stato definito "semplice, con pochi cambi d'abito, ma efficace". Si nota la cantante effettuare alcune coreografie in un abbigliamento sportivo; in seguito con abiti succinti vicino ad un'auto sportiva insieme a Ludacris, mentre nella parte finale Ciara si trova a "cavalcare" un toro meccanico.

## Classifiche
Negli Stati Uniti la canzone ha debuttato alla posizione 93 nella settimana del 29 aprile 2010, ha raggiunto il suo picco massimo alla posizione 42.
| Classifica(2010)           | Picco massimo |
| -------------------------- | ------------- |
| U.S. Billboard Hot 100     | 42            |
| U.S. Hot R&B/Hip-Hop Songs | 3             |